# Mormon

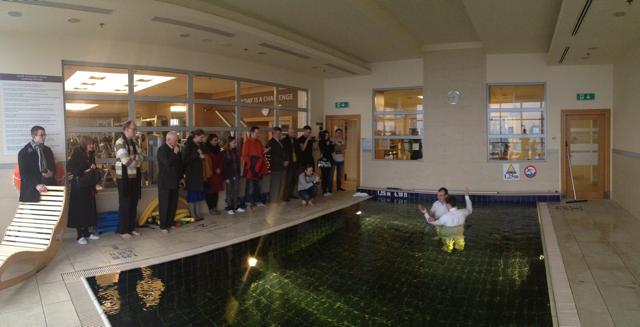
Botez mormon

Mormon este un profet  central din Cartea lui Mormon.
Mormon sau mormoni este de asemenea un termen general folosit pentru a desemna membrii Mișcării Sfinților din Zilele din Urmă și cel mai des se referă la grupul inițial, Biserica lui Isus Hristos a Sfinților din Zilele din Urmă.
Termenul a derivat de la Cartea lui Mormon, un text religios pe care Joseph Smith, Jr. (1830) a tradus din scrieri antice, scrieri ce conțineau o istorie a locuitorilor din vechime a Americilor și care au fost adunate de un profet ce se numea Mormon. Deși mulți oameni consideră mișcarea Sfinților din Zilele din Urmă ca fiind o ramură a Protestantismului, Mormonii nu se consideră a fi protestanți și nici nu se consideră parte a niciunei ramuri majore a Creștinătății, dar se consideră Creștini devotați și consideră Cartea lui Mormon a fi "Un alt testament al lui Iisus Hristos".
În ciuda unor neînțelegeri, Mormonii nu sunt același grup religios ca și Quakerii (membri ai Societății Religioase a Prietenilor), Menoniții, Amish sau Martorii lui Iehova.

## Originea termenului
Termenul Mormon a fost folosit pentru prima data în epoca modernă în anii 1830 ca termen peiorativ pentru a-i descrie pe cei ce credeau că Joseph Smith, Jr. a fost chemat ca profet al lui Dumnezeu și care acceptau Cartea lui Mormon ca fiind scriptură.
Potrivit teologiei sfinților din zilele din urmă, termenul Mormon se referă la un profet care a locuit în Americi în secolul 4 d. Hr. A fost chemat de Dumnezeu să rezume și să compileze scrierile și relațiile poporului său cu Dumnezeu într-o singură carte. Această carte este cunoscută acum drept Cartea lui Mormon. Dupa moartea lui Mormon, fiul său, Moroni, a fost martorul distrugerii complete a poporului său și a îngropat scrierile adunate de tatăl său într-un deal din statul New-York. Același Moroni, după mai bine de 1400 de ani, a fost trimis de Dumnezeu ca un mesager lui Joseph Smith, Jr. care s-a dus la locul unde aceste înregistrări pe plăcuțe erau îngropate și cu mult ajutor din partea lui Dumnezeu le-a tradus în engleză.
După ce Joseph Smith a fost ucis în 1844 de către o bandă într-o închisoare din  Carthage, Illinois, majoritatea Sfinților din Zilele din Urmă l-au urmat pe Brigham Young, care a devenit în cele din urmă președintele confesiunii, într-un exod către valea Lacului Sărat, sosind acolo în vara anului 1847. Grupuri mai mici au urmat alți oameni care pretindeau președinția bisericii, unii au rămas în Nauvoo, Illinois iar alții s-au dispersat în diverse locații.
Termenul Mormon continuă să fie folosit astăzi pentru a denumi membrii acelui grup care l-au urmat pe Brigham Young, incluzând Biserica lui Isus Hristos a Sfinților din Zilele din Urmă și alte grupuri mai mici ce s-au separat de aceasta din cauza unor diferende precum poligamia. Lideri din cadrul ierarhiei Bisericii lui Isus Hristos a Sfinților din Zilele din Urmă au făcut eforturi pentru a respinge denumirea de "Mormon" deoarece nu conține nici o referire la Isus, pe care Biserica îl consideră figura sa centrală. Totuși, ca regulă generală, deși Biserica preferă să folosească denumirea sa oficială, folosirea denumirii Mormon nu este considerată jignitoare sau incorectă.

## Pretenții de exclusivitate
În anii 1970, "Mormon" devenise un cuvânt atât de obișnuit incât Biserica lui Isus Hristos a SZU a început să folosească acest termen în anunțurile sale publice de la radio și televiziune care se încheiau cu: "Un mesaj de la Biserica lui Isus Hristos a Sfinților din Zilele din Urmă: Mormonii"
Recent, organizația a cerut reprezentaților presei să folosească numele complet al bisericii si să denumească orice referință cu numele "Biserica lui Isus Hristos".
Pretențiile de exclusivitate a folosirii termenului există în principal pentru a evita confuzia între Biserica lui Isus Hristos a SZU și grupurile de "Mormoni Fundamentaliști" si "disidenți Mormoni". Oficialii Bisericii SZU susțin ca atunci cand termenii "Mormoni Fundamentaliști", "disidenți Mormoni" și "Mormon" sunt folosiți în legatură cu grupuri sau organizații în afara Bisericii SZU (în special cele care practică poligamia) este dovedită o neînțelegere a teologiei Mormone și în special al principiului revelației continue și al principiului "Autoritații Preoției". În 1998, fostul președinte al Bisericii SZU, Gordon B. Hinckley, a declarat: "Doresc să menționez categoric că această Biserică nu are nimic de-a face cu cei ce practică poligamia. Ei nu sunt membri ai Bisericii noastre. Cei mai mulți dintre ei nu au fost niciodată membri. Ei incalcă legile civile...Oricare din membrii noștri care este dovedit a fi practicant al mariajului multiplu va fi excomunicat, cea mai severă sancțiune pe care Biserica o poate impune. Aceștia nu numai că incalcă legile civile, dar incalcă și legea acestei Biserici."
Uneori, Restaoraționiștii sau Miscarea Restaoraționistă sunt folosiți drept termen de descriere pentru cei ce s-au desprins din bisericile Stone-Campbell, de exemplu Biserica lui Hristos și Discipolii lui Hristos. Mormonii totuși, sunt diferiți de aceștia deoarece cred ca Restaurarea s-a produs deja. Biserica original fondată de Isus Hristos, denumită de istorici drept biserica primitivă  a fost restaurată de Joseph Smith, primul profet al Bisericii lui Isus Hristos a Sfinților din Zilele din Urmă. Există câteva similaritați cu bisericile Stone-Campbell și mare parte din primii membri ai Bisericii lui Isus Hristos a Sfinților din Zilele din Urmă au fost membri ai acestor biserici înainte de a deveni mormoni, dar Cartea lui Mormon și cartea Doctrine și Legaminte separă credința Mormonă de alte denominații restaoraționiste.

## Abordarea științifică
Unii cercetători, precum J. Gordon Melton, împart Mormonii în Mormonii din Utah și Mormonii din Missouri, în cartea sa Enciclopedia Religiei Americane.
În această schită, grupul Mormonilor din Utah include toate organizațiile ce au descins din acei Mormoni care l-au urmat pe Brigham Young spre teritoriul care se numește acum Utah. Biserica lui Isus Hristos a Sfinților din Zilele din Urmă este de departe cel mai mare grup și singurul grup care a locuit inițial în Utah.
Grupul Mormonilor din Missouri include acei Mormoni care nu au calatorit în Utah, cat și organizațiile fondate de aceștia: Comunitatea lui Hristos, Biserica lui Hristos (Lotul Templului), etc.
La conferința din Octombrie 1890, Biserica SZU a declarat că va pune capăt practicării poligamiei in randul membrilor ei. Aceasta regula a fost aprobata in mod unanim de catre cei prezenti in sala. Însă după aproape 20 de ani, s-au ridicat câteva voci care au susținut necesitatea practicării poligamiei ca o parte esențială a doctrinei Mormone. Aceștia au format câteva congregații și comunități mici care militau pentru continuarea practicării poligamiei și alte diferente doctrinare fața de Biserica SZU. În timp ce aceste grupări număra câteva sute, maxim câteva mii de membri, Biserica lui Isus Hristos a Sfinților din Zilele din Urmă are în rândurile sale aproximativ 13 milioane de membri. Din cauza atenției sporite din partea mass-mediei de care beneficiază aceste grupuri, adeseori există probleme de separare a Bisericii lui Isus Hristos a Sfinților din Zilele din Urmă față de acestea.
Termenii "Mormoni din Utah" si "Mormoni din Missouri" sunt problematici deoarece majoritatea membrilor acestor grupuri nu mai locuiesc în aceste state. Deși majoritatea locuitorilor statului Utah sunt membri ai Bisericii lui Isus Hristos a Sfinților din Zilele din Urmă, un numar mare de membri din SUA locuiesc în Arizona, California, Idaho și Nevada iar majoritatea membrilor Bisericii SZU sunt cetățeni ai altor țări.
Discutând despre limitările acestor denumiri, unii istorici folosesc acum termenii de "Sfinții de la Munții Stâncoși" și "Sfinții din Prerie" pentru a redenumi ramurile "Utah" și "Missouri" ale mișcării.

## Credințe religioase de bază
Când Joseph Smith a fost întrebat despre credințele religioase de bază ale Mormonilor, acesta a rezumat învațaturile și doctrinele în 13 puncte, cunoscute astăzi drept Articolele de Credință ale Bisericii lui Isus Hristos a Sfinților din Zilele din Urmă. 

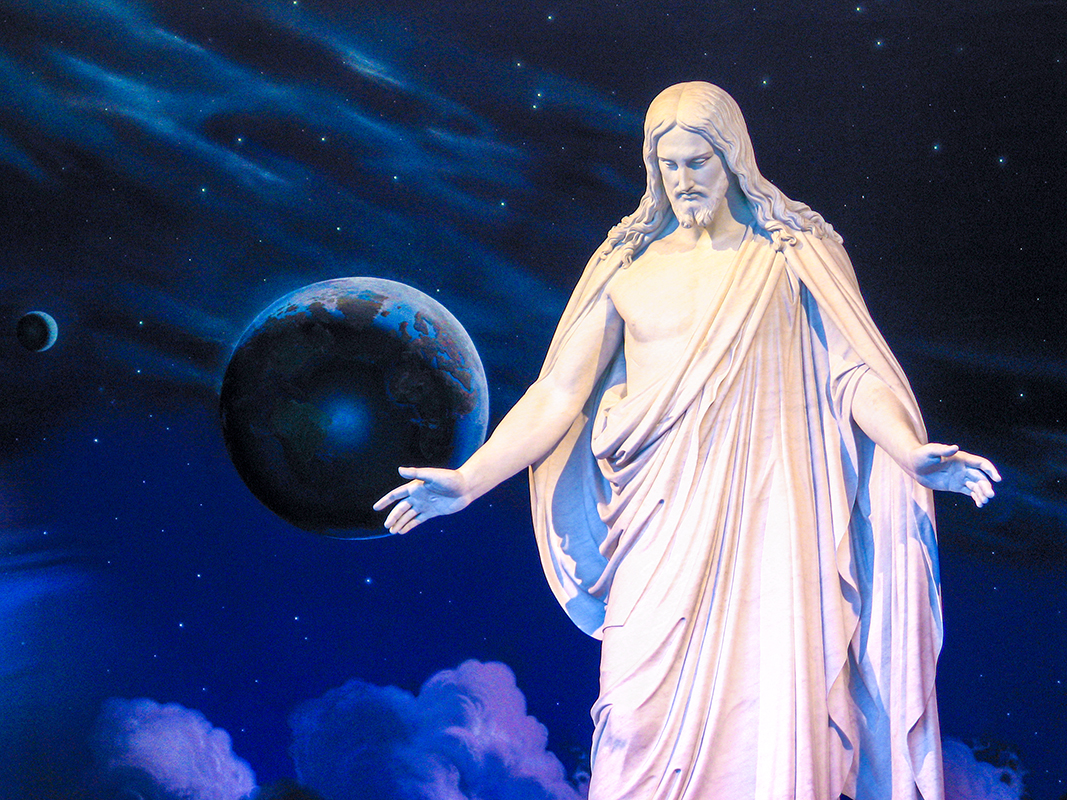
Mormonii cred în învierea lui Isus Hristos. Statuia lui Isus din Salt Lake City, Utah

### Articole de Credință
1. Noi credem în Dumnezeu, Tatăl Veșnic, și în Fiul Său, Isus Hristos, și în Duhul Sfânt.
2. Noi credem că oamenii vor fi pedepsiți pentru propriile lor păcate și nu pentru greșeala lui Adam.
3. Noi credem că, prin ispășirea lui Hristos, toți oamenii pot fi salvați supunându-se legilor și rânduielilor Evangheliei.
4. Noi credem că primele principii și rânduieli ale Evangheliei sunt: primul, credința în Domnul Isus Hristos; al doilea, pocăința; al treilea, botezul prin scufundare pentru iertarea păcatelor; al patrulea, așezarea mâinilor pentru darul Duhului Sfânt.
5. Noi credem că un om trebuie să fie chemat de Dumnezeu, prin profeție și prin așezarea mâinilor de către aceia care dețin autoritatea de a predica Evanghelia și de a administra rânduielile acesteia.
6. Noi credem în aceeași organizare care exista în Biserica din vechime, și anume: apostoli, profeți, preoți, învățători, evangheliști și așa mai departe.
7. Noi credem în darul de a vorbi în alte limbi, de a profeți, de a avea revelații, de a avea viziuni, de a tămădui, de a interpreta limbile și așa mai departe.
8. Noi credem că Biblia este cuvântul lui Dumnezeu, în măsura în care este tradusă corect; noi credem, de asemenea, că și Cartea lui Mormon este cuvântul lui Dumnezeu.
9. Noi credem în tot ceea ce a revelat Dumnezeu, tot ceea ce revelează El în zilele noastre și credem că El va revela încă multe lucruri mărețe și importante referitoare la Împărăția lui Dumnezeu.
10. Noi credem în adunarea adevărată a lui Israel și în restaurarea celor zece triburi; că Sionul (Noul Ierusalim) va fi clădit pe continentul american; că Hristos va domni în persoană pe pământ; și că pământul va fi înnoit și va primi gloria sa de paradis.
11. Noi afirmăm că avem dreptul de a-L preaslăvi pe Dumnezeu Cel Atotputernic, așa cum ne îndeamnă propria conștiință, și recunoaștem tuturor oamenilor același drept de a preaslăvi cum doresc, unde doresc sau ceea ce doresc.
12. Noi credem că trebuie să ne supunem regilor, președinților, conducătorilor și magistraților și să ne supunem, să onorăm și să susținem legea.
13. Noi credem că trebuie să fim cinstiți, fideli, puri, binevoitori, virtuoși și că trebuie să facem bine tuturor oamenilor; într-adevăr, putem spune că urmăm îndemnul lui Pavel: Credem toate lucrurile, sperăm toate lucrurile, noi am îndurat multe lucruri și sperăm să putem îndura toate lucrurile. Dacă este ceva care este virtuos, vrednic de iubit, care are bună reputație sau este demn de laudă, noi căutăm aceste lucruri.

## Răspândire
Azi sunt numiți mormoni mai multe grupări religioase care s-au desprins între timp dintre adepții inițiali a lui Joseph Smith majoritatea lor găsindu-se în sudul și vestul SUA, de care grupări religioase biserica creștină se distanțează.